# اینجه‌دره (پوسوف)
اینجه‌دره (به ترکی استانبولی: İncedere، به ارمنی: Չիանթել) یک منطقهٔ مسکونی در ترکیه است که در پوسوف واقع شده‌است.